# UEFA Champions League 2013/14/Real Madrid

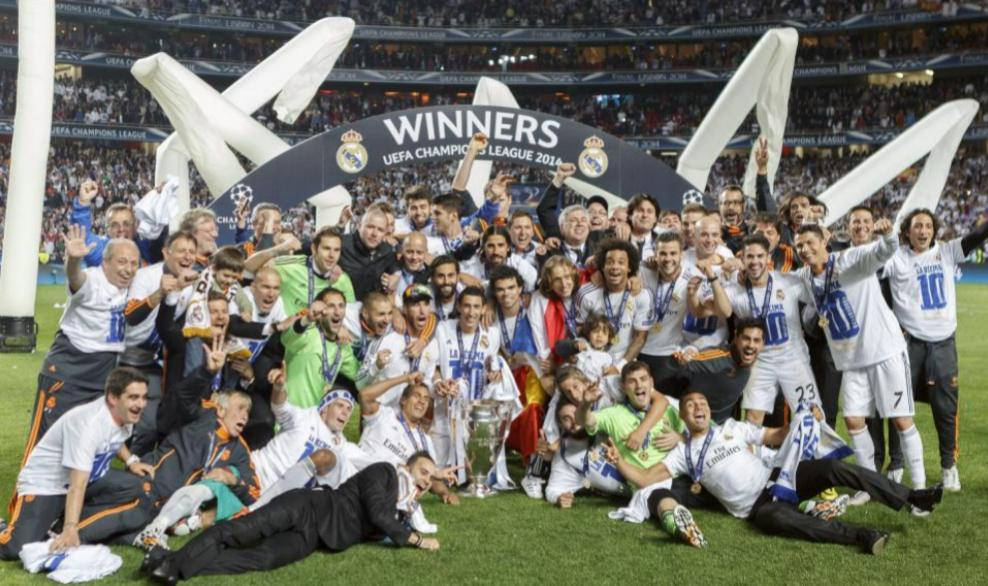
Siegerfoto Real Madrid

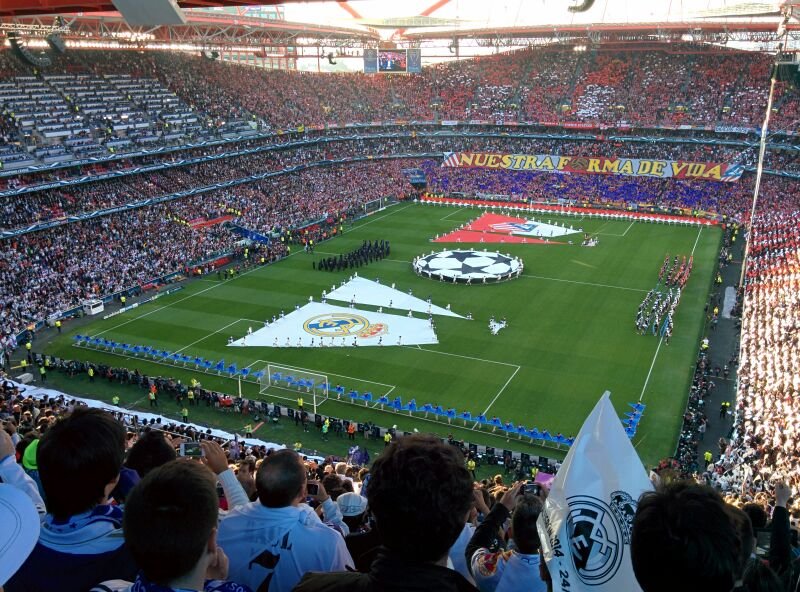
Das Spielfeld bei der Eröffnungsfeier

Der nachstehende Artikel behandelt die Spielstatistiken der Champions-League-Spiele des späteren Siegers Real Madrid aus der Saison 2013/14.

## Gruppenphase
Als Zweitplatzierter der Primera División 2012/13 war Real Madrid automatisch für die Gruppenphase der Champions League qualifiziert.

### Galatasaray Istanbul – Real Madrid 1:6 (0:1)
| Galatasaray Istanbul                                                          | Galatasaray Istanbul | Real Madrid | Real Madrid |
| ----------------------------------------------------------------------------- | --- | --- | ----------- |
| Galatasaray Istanbul                                                          | \| Gruppenphase, 1. Spieltag \| \| Dienstag, 17. September 2013 um 20:45 Uhr in Istanbul (Türk Telekom Stadyumu) \| \| Zuschauer: 47.669 \| \| Schiedsrichter: Mark Clattenburg ( England) \| \| Spielbericht \|                                      | \| Gruppenphase, 1. Spieltag \| \| Dienstag, 17. September 2013 um 20:45 Uhr in Istanbul (Türk Telekom Stadyumu) \| \| Zuschauer: 47.669 \| \| Schiedsrichter: Mark Clattenburg ( England) \| \| Spielbericht \|                                             | Real Madrid |
| Galatasaray Istanbul                                                          | Fernando Muslera – Emmanuel Eboué, Aurélien Chedjou, Dany Nounkeu, Albert Riera – Felipe Melo – Selçuk İnan , Engin Baytar (62. Bruma) – Wesley Sneijder – Burak Yılmaz (78. Umut Bulut), Didier Drogba (46. Nordin Amrabat) Cheftrainer: Fatih Terim | Iker Casillas (15. Diego López) – Dani Carvajal, Pepe, Sergio Ramos, Álvaro Arbeloa – Sami Khedira, Luka Modrić (72. Asier Illarramendi) – Cristiano Ronaldo, Isco (64. Gareth Bale), Ángel Di María – Karim Benzema Cheftrainer: Carlo Ancelotti ( Italien) | Real Madrid |
| Galatasaray Istanbul                                                          | 1:5 Bulut (84.) | 0:1 Isco (33.) 0:2 Benzema (54.) 0:3 Cristiano Ronaldo (63.) 0:4 Cristiano Ronaldo (66.) 0:5 Benzema (81.) 1:6 Cristiano Ronaldo (90.+1') | Real Madrid |
| Galatasaray Istanbul                                                          | Melo (31.), Armabat (66.), Riera (85.) | Pepe (45.) | Real Madrid |
| Gruppenphase, 1. Spieltag                                                     | | |             |
| Dienstag, 17. September 2013 um 20:45 Uhr in Istanbul (Türk Telekom Stadyumu) | | |             |
| Zuschauer: 47.669                                                             | | |             |
| Schiedsrichter: Mark Clattenburg ( England)                                   | | |             |
| Spielbericht                                                                  | | |             |

### Real Madrid – FC Kopenhagen 4:0 (1:0)
| Real Madrid                                                                  | Real Madrid | FC Kopenhagen | FC Kopenhagen |
| ---------------------------------------------------------------------------- | --- | --- | ------------- |
| Real Madrid                                                                  | \| Gruppenphase, 2. Spieltag \| \| Mittwoch, 2. Oktober 2013 um 20:45 Uhr in Madrid (Estadio Santiago Bernabéu) \| \| Zuschauer: 69.347 \| \| Schiedsrichter: Matej Jug ( Slowenien) \| \| Spielbericht \|                                        | \| Gruppenphase, 2. Spieltag \| \| Mittwoch, 2. Oktober 2013 um 20:45 Uhr in Madrid (Estadio Santiago Bernabéu) \| \| Zuschauer: 69.347 \| \| Schiedsrichter: Matej Jug ( Slowenien) \| \| Spielbericht \|                                                            | FC Kopenhagen |
| Real Madrid                                                                  | Iker Casillas – Dani Carvajal, Pepe, Raphaël Varane, Marcelo – Ángel Di María, Luka Modrić (67. Isco), Sami Khedira (74. Álvaro Morata), Asier Illarramendi – Cristiano Ronaldo, Karim Benzema (81. Jesé) Cheftrainer: Carlo Ancelotti ( Italien) | Johan Wiland – Lars Jacobsen , Olof Mellberg, Ragnar Sigurðsson, Pierre Bengtsson – Rúrik Gíslason, Thomas Delaney, Claudemir, Youssef Toutouh – Nicolai Jørgensen (73. Thomas Kristensen), Daniel Braaten (66. Fanendo Adi) Cheftrainer: Ståle Solbakken ( Norwegen) | FC Kopenhagen |
| Real Madrid                                                                  | 1:0 Cristiano Ronaldo (21.) 2:0 Cristiano Ronaldo (65.) 3:0 Di María (71.) 4:0 Di María (90.+1') | | FC Kopenhagen |
| Real Madrid                                                                  | Modrić (45.+2') | Braaten (63.), Delaney (88.) | FC Kopenhagen |
| Gruppenphase, 2. Spieltag                                                    | | |               |
| Mittwoch, 2. Oktober 2013 um 20:45 Uhr in Madrid (Estadio Santiago Bernabéu) | | |               |
| Zuschauer: 69.347                                                            | | |               |
| Schiedsrichter: Matej Jug ( Slowenien)                                       | | |               |
| Spielbericht                                                                 | | |               |

### Real Madrid – Juventus Turin 2:1 (2:1)
| Real Madrid                                                                   | Real Madrid | Juventus Turin | Juventus Turin |
| ----------------------------------------------------------------------------- | --- | --- | -------------- |
| Real Madrid                                                                   | \| Gruppenphase, 3. Spieltag \| \| Mittwoch, 23. Oktober 2013 um 20:45 Uhr in Madrid (Estadio Santiago Bernabéu) \| \| Zuschauer: 77.856 \| \| Schiedsrichter: Manuel Gräfe ( Deutschland) \| \| Spielbericht \|                                         | \| Gruppenphase, 3. Spieltag \| \| Mittwoch, 23. Oktober 2013 um 20:45 Uhr in Madrid (Estadio Santiago Bernabéu) \| \| Zuschauer: 77.856 \| \| Schiedsrichter: Manuel Gräfe ( Deutschland) \| \| Spielbericht \|                                                                    | Juventus Turin |
| Real Madrid                                                                   | Iker Casillas – Álvaro Arbeloa, Pepe, Sergio Ramos, Marcelo – Sami Khedira, Asier Illarramendi (72. Isco) – Ángel Di María (79. Álvaro Morata), Luka Modrić, Cristiano Ronaldo – Karim Benzema (67. Gareth Bale) Cheftrainer: Carlo Ancelotti ( Italien) | Gianluigi Buffon – Martín Cáceres, Andrea Barzagli, Giorgio Chiellini, Angelo Ogbonna (69. Sebastian Giovinco) – Arturo Vidal, Andrea Pirlo (59. Kwadwo Asamoah), Paul Pogba – Carlos Tévez, Fernando Llorente (50. Leonardo Bonucci), Claudio Marchisio Cheftrainer: Antonio Conte | Juventus Turin |
| Real Madrid                                                                   | 1:0 Cristiano Ronaldo (4.) 2:1 Cristiano Ronaldo (29., Foulelfmeter) | 1:1 Llorente (22.) | Juventus Turin |
| Real Madrid                                                                   | Illarramendi (19.), Modrić (78.), Ramos (89.) | Vidal (28.), Cáceres (78.) | Juventus Turin |
| Real Madrid                                                                   | Chiellini (48.) | | Juventus Turin |
| Gruppenphase, 3. Spieltag                                                     | | |                |
| Mittwoch, 23. Oktober 2013 um 20:45 Uhr in Madrid (Estadio Santiago Bernabéu) | | |                |
| Zuschauer: 77.856                                                             | | |                |
| Schiedsrichter: Manuel Gräfe ( Deutschland)                                   | | |                |
| Spielbericht                                                                  | | |                |

### Juventus Turin – Real Madrid 2:2 (1:0)
| Juventus Turin                                                      | Juventus Turin | Real Madrid | Real Madrid |
| ------------------------------------------------------------------- | --- | --- | ----------- |
| Juventus Turin                                                      | \| Gruppenphase, 4. Spieltag \| \| Dienstag, 5. November 2013 um 20:45 Uhr in Turin (Juventus Stadium) \| \| Zuschauer: 40.696 \| \| Schiedsrichter: Howard Webb ( England) \| \| Spielbericht \|                                                               | \| Gruppenphase, 4. Spieltag \| \| Dienstag, 5. November 2013 um 20:45 Uhr in Turin (Juventus Stadium) \| \| Zuschauer: 40.696 \| \| Schiedsrichter: Howard Webb ( England) \| \| Spielbericht \|                                                     | Real Madrid |
| Juventus Turin                                                      | Gianluigi Buffon – Martín Cáceres, Andrea Barzagli, Leonardo Bonucci, Kwadwo Asamoah – Arturo Vidal, Andrea Pirlo, Paul Pogba – Carlos Tévez (82. Fabio Quagliarella), Fernando Llorente (88. Sebastian Giovinco), Claudio Marchisio Cheftrainer: Antonio Conte | Iker Casillas – Sergio Ramos, Pepe, Raphaël Varane, Marcelo – Luka Modrić, Xabi Alonso (71. Asier Illarramendi), Sami Khedira – Gareth Bale (75. Ángel Di María), Karim Benzema (81. Jesé), Cristiano Ronaldo Cheftrainer: Carlo Ancelotti ( Italien) | Real Madrid |
| Juventus Turin                                                      | 1:0 Vidal (42., Foulelfmeter) 2:2 Llorente (65.) | 1:1 Cristiano Ronaldo (52.) 1:2 Bale (60.) | Real Madrid |
| Juventus Turin                                                      | Pirlo (44.), Bonucci (72.) | Modrić (35./3., gesperrt), Varane (41.) | Real Madrid |
| Gruppenphase, 4. Spieltag                                           | | |             |
| Dienstag, 5. November 2013 um 20:45 Uhr in Turin (Juventus Stadium) | | |             |
| Zuschauer: 40.696                                                   | | |             |
| Schiedsrichter: Howard Webb ( England)                              | | |             |
| Spielbericht                                                        | | |             |

### Real Madrid – Galatasaray Istanbul 4:1 (1:1)
| Real Madrid                                                                    | Real Madrid | Galatasaray Istanbul | Galatasaray Istanbul |
| ------------------------------------------------------------------------------ | --- | --- | -------------------- |
| Real Madrid                                                                    | \| Gruppenphase, 5. Spieltag \| \| Mittwoch, 27. November 2013 um 20:45 Uhr in Madrid (Estadio Santiago Bernabéu) \| \| Zuschauer: 67.728 \| \| Schiedsrichter: William Collum ( Schottland) \| \| Spielbericht \|             | \| Gruppenphase, 5. Spieltag \| \| Mittwoch, 27. November 2013 um 20:45 Uhr in Madrid (Estadio Santiago Bernabéu) \| \| Zuschauer: 67.728 \| \| Schiedsrichter: William Collum ( Schottland) \| \| Spielbericht \|                                       | Galatasaray Istanbul |
| Real Madrid                                                                    | Iker Casillas – Álvaro Arbeloa, Pepe, Sergio Ramos, Marcelo (74. Dani Carvajal) – Casemiro (58. Xabi Alonso), Asier Illarramendi, Isco – Gareth Bale, Jesé (28. Nacho), Ángel Di María Cheftrainer: Carlo Ancelotti ( Italien) | Fernando Muslera – Emmanuel Eboué, Gökhan Zan, Aurélien Chedjou, Dany Nounkeu – Felipe Melo (88. Ceyhun Gülselam), Selçuk İnan – Bruma (64. Wesley Sneijder), Umut Bulut, Nordin Amrabat (67. Albert Riera) – Didier Drogba Cheftrainer: Roberto Mancini | Galatasaray Istanbul |
| Real Madrid                                                                    | 1:0 Bale (37.) 2:1 Arbeloa (51.) 3:1 Di María (63.) 4:1 Isco (81.) | 1:1 Bulut (38.) | Galatasaray Istanbul |
| Real Madrid                                                                    | Arbeloa (55.) | Melo (36.) | Galatasaray Istanbul |
| Real Madrid                                                                    | Ramos (26.) | | Galatasaray Istanbul |
| Gruppenphase, 5. Spieltag                                                      | | |                      |
| Mittwoch, 27. November 2013 um 20:45 Uhr in Madrid (Estadio Santiago Bernabéu) | | |                      |
| Zuschauer: 67.728                                                              | | |                      |
| Schiedsrichter: William Collum ( Schottland)                                   | | |                      |
| Spielbericht                                                                   | | |                      |

### FC Kopenhagen – Real Madrid 0:2 (0:1)
| FC Kopenhagen                                                   | FC Kopenhagen | Real Madrid | Real Madrid |
| --------------------------------------------------------------- | --- | --- | ----------- |
| FC Kopenhagen                                                   | \| Gruppenphase, 6. Spieltag \| \| Dienstag, 10. Dezember 2013 um 20:45 Uhr in Kopenhagen (Parken) \| \| Zuschauer: 37.241 \| \| Schiedsrichter: Felix Brych ( Deutschland) \| \| Spielbericht \|                                                                                              | \| Gruppenphase, 6. Spieltag \| \| Dienstag, 10. Dezember 2013 um 20:45 Uhr in Kopenhagen (Parken) \| \| Zuschauer: 37.241 \| \| Schiedsrichter: Felix Brych ( Deutschland) \| \| Spielbericht \|                                          | Real Madrid |
| FC Kopenhagen                                                   | Johan Wiland – Lars Jacobsen , Olof Mellberg, Ragnar Sigurðsson, Pierre Bengtsson – Rúrik Gíslason, Thomas Delaney, Claudemir, Youssef Toutouh (77. Marvin Pourié) – Nicolai Jørgensen (9. Christian Bolaños / 77. Christoffer Remmer), Igor Vetokele Cheftrainer: Ståle Solbakken ( Norwegen) | Iker Casillas – Álvaro Arbeloa, Pepe, Nacho, Marcelo – Luka Modrić (82. Casemiro), Xabi Alonso (77. Asier Illarramendi), Isco (67. Ángel Di María) – Gareth Bale, Karim Benzema, Cristiano Ronaldo Cheftrainer: Carlo Ancelotti ( Italien) | Real Madrid |
| FC Kopenhagen                                                   | 0:1 Modrić (25.) 0:2 Cristiano Ronaldo (48.) | | Real Madrid |
| FC Kopenhagen                                                   | Delaney (89.) | Marcelo (18.), Alonso (64.) | Real Madrid |
| FC Kopenhagen                                                   | Wiland hält Foulelfmeter von Cristiano Ronaldo (90.) | | Real Madrid |
| Gruppenphase, 6. Spieltag                                       | | |             |
| Dienstag, 10. Dezember 2013 um 20:45 Uhr in Kopenhagen (Parken) | | |             |
| Zuschauer: 37.241                                               | | |             |
| Schiedsrichter: Felix Brych ( Deutschland)                      | | |             |
| Spielbericht                                                    | | |             |

### Abschlusstabelle der Gruppe B
| Pl. | Verein               | Sp. | S | U | N | Tore    | Diff. | Punkte |
| --- | -------------------- | --- | - | - | - | ------- | ----- | ------ |
| 1.  | Real Madrid          | 6   | 5 | 1 | 0 | 020:500 | +15   | 16     |
| 2.  | Galatasaray Istanbul | 6   | 2 | 1 | 3 | 008:140 | −6    | 07     |
| 3.  | Juventus Turin       | 6   | 1 | 3 | 2 | 009:900 | ±0    | 06     |
| 4.  | FC Kopenhagen        | 6   | 1 | 1 | 4 | 004:130 | −9    | 04     |

## Achtelfinale

### FC Schalke 04 – Real Madrid 1:6 (0:2)
| FC Schalke 04                                                            | FC Schalke 04 | Real Madrid | Real Madrid |
| ------------------------------------------------------------------------ | --- | --- | ----------- |
| FC Schalke 04                                                            | \| Achtelfinale, Hinspiel \| \| Mittwoch, 26. Februar 2014 um 20:45 Uhr in Gelsenkirchen (Veltins-Arena) \| \| Zuschauer: 54.442 (ausverkauft) \| \| Schiedsrichter: Howard Webb ( England) \| \| Spielbericht \|                                                                 | \| Achtelfinale, Hinspiel \| \| Mittwoch, 26. Februar 2014 um 20:45 Uhr in Gelsenkirchen (Veltins-Arena) \| \| Zuschauer: 54.442 (ausverkauft) \| \| Schiedsrichter: Howard Webb ( England) \| \| Spielbericht \|                            | Real Madrid |
| FC Schalke 04                                                            | Ralf Fährmann – Benedikt Höwedes , Joel Matip, Felipe Santana, Sead Kolašinac (76. Christian Fuchs) – Kevin-Prince Boateng (59. Leon Goretzka), Roman Neustädter – Jefferson Farfán (72. Chinedu Obasi), Max Meyer, Julian Draxler – Klaas-Jan Huntelaar Cheftrainer: Jens Keller | Iker Casillas – Dani Carvajal, Pepe, Sergio Ramos, Marcelo – Luka Modrić, Xabi Alonso (73. Asier Illarramendi), Ángel Di María (68. Isco) – Gareth Bale (80. Jesé), Karim Benzema, Cristiano Ronaldo Cheftrainer: Carlo Ancelotti ( Italien) | Real Madrid |
| FC Schalke 04                                                            | 1:6 Huntelaar (90.+1') | 0:1 Benzema (13.) 0:2 Bale (21.) 0:3 Cristiano Ronaldo (52.) 0:4 Benzema (57.) 0:5 Bale (69.) 0:6 Cristiano Ronaldo (89.) | Real Madrid |
| FC Schalke 04                                                            | Höwedes (62.), Huntelaar (72.) | Di María (29.) | Real Madrid |
| Achtelfinale, Hinspiel                                                   | | |             |
| Mittwoch, 26. Februar 2014 um 20:45 Uhr in Gelsenkirchen (Veltins-Arena) | | |             |
| Zuschauer: 54.442 (ausverkauft)                                          | | |             |
| Schiedsrichter: Howard Webb ( England)                                   | | |             |
| Spielbericht                                                             | | |             |

### Real Madrid – FC Schalke 04 3:1 (1:1)
| Real Madrid                                                                | Real Madrid | FC Schalke 04 | FC Schalke 04 |
| -------------------------------------------------------------------------- | --- | --- | ------------- |
| Real Madrid                                                                | \| Achtelfinale, Rückspiel \| \| Mittwoch, 18. März 2014 um 20:45 Uhr in Madrid (Estadio Santiago Bernabéu) \| \| Zuschauer: 65.148 \| \| Schiedsrichter: Sergei Karassjow ( Russland) \| \| Spielbericht \|                                     | \| Achtelfinale, Rückspiel \| \| Mittwoch, 18. März 2014 um 20:45 Uhr in Madrid (Estadio Santiago Bernabéu) \| \| Zuschauer: 65.148 \| \| Schiedsrichter: Sergei Karassjow ( Russland) \| \| Spielbericht \|                                                          | FC Schalke 04 |
| Real Madrid                                                                | Iker Casillas – Nacho, Raphaël Varane, Sergio Ramos (70. Dani Carvajal), Fábio Coentrão – Asier Illarramendi, Xabi Alonso (46. Casemiro), Isco – Jesé (8. Gareth Bale), Álvaro Morata, Cristiano Ronaldo Cheftrainer: Carlo Ancelotti ( Italien) | Ralf Fährmann – Tim Hoogland, Joel Matip, Benedikt Höwedes (58. Kyriakos Papadopoulos), Sead Kolašinac – Kaan Ayhan (81. Anthony Annan), Roman Neustädter – Chinedu Obasi, Max Meyer, Julian Draxler – Klaas-Jan Huntelaar (46. Ádám Szalai) Cheftrainer: Jens Keller | FC Schalke 04 |
| Real Madrid                                                                | 1:0 Cristiano Ronaldo (21.) 2:1 Cristiano Ronaldo (73.) 3:1 Morata (75.) | 1:1 Hoogland (31.) | FC Schalke 04 |
| Real Madrid                                                                | Illarramendi (58.) | Papadopoulos (79.) | FC Schalke 04 |
| Achtelfinale, Rückspiel                                                    | | |               |
| Mittwoch, 18. März 2014 um 20:45 Uhr in Madrid (Estadio Santiago Bernabéu) | | |               |
| Zuschauer: 65.148                                                          | | |               |
| Schiedsrichter: Sergei Karassjow ( Russland)                               | | |               |
| Spielbericht                                                               | | |               |

## Viertelfinale

### Real Madrid – Borussia Dortmund 3:0 (2:0)
| Real Madrid                                                                | Real Madrid | Borussia Dortmund | Borussia Dortmund |
| -------------------------------------------------------------------------- | --- | --- | ----------------- |
| Real Madrid                                                                | \| Viertelfinale, Hinspiel \| \| Mittwoch, 2. April 2014 um 20:45 Uhr in Madrid (Estadio Santiago Bernabéu) \| \| Zuschauer: 70.089 \| \| Schiedsrichter: Mark Clattenburg ( England) \| \| Spielbericht \|                                            | \| Viertelfinale, Hinspiel \| \| Mittwoch, 2. April 2014 um 20:45 Uhr in Madrid (Estadio Santiago Bernabéu) \| \| Zuschauer: 70.089 \| \| Schiedsrichter: Mark Clattenburg ( England) \| \| Spielbericht \|                                                               | Borussia Dortmund |
| Real Madrid                                                                | Iker Casillas – Dani Carvajal, Pepe, Sergio Ramos, Fábio Coentrão – Luka Modrić, Xabi Alonso, Isco (71. Asier Illarramendi) – Gareth Bale, Karim Benzema (75. Álvaro Morata), Cristiano Ronaldo (80. Casemiro) Cheftrainer: Carlo Ancelotti ( Italien) | Roman Weidenfeller – Łukasz Piszczek (67. Julian Schieber), Sokratis, Mats Hummels, Erik Durm – Sebastian Kehl (74. Miloš Jojić), Nuri Şahin – Marco Reus, Henrich Mchitarjan (64. Jonas Hofmann), Kevin Großkreutz – Pierre-Emerick Aubameyang Cheftrainer: Jürgen Klopp | Borussia Dortmund |
| Real Madrid                                                                | 1:0 Bale (3.) 2:0 Isco (27.) 3:0 Cristiano Ronaldo (57.) | | Borussia Dortmund |
| Real Madrid                                                                | Reus (18.), Kehl (30.), Großkreutz (87.) | | Borussia Dortmund |
| Viertelfinale, Hinspiel                                                    | | |                   |
| Mittwoch, 2. April 2014 um 20:45 Uhr in Madrid (Estadio Santiago Bernabéu) | | |                   |
| Zuschauer: 70.089                                                          | | |                   |
| Schiedsrichter: Mark Clattenburg ( England)                                | | |                   |
| Spielbericht                                                               | | |                   |

### Borussia Dortmund – Real Madrid 2:0 (2:0)
| Borussia Dortmund                                                    | Borussia Dortmund | Real Madrid | Real Madrid |
| -------------------------------------------------------------------- | --- | --- | ----------- |
| Borussia Dortmund                                                    | \| Viertelfinale, Rückspiel \| \| Dienstag, 8. April 2014 um 20:45 Uhr in Dortmund (Signal Iduna Park) \| \| Zuschauer: 65.829 (ausverkauft) \| \| Schiedsrichter: Damir Skomina ( Slowenien) \| \| Spielbericht \|                           | \| Viertelfinale, Rückspiel \| \| Dienstag, 8. April 2014 um 20:45 Uhr in Dortmund (Signal Iduna Park) \| \| Zuschauer: 65.829 (ausverkauft) \| \| Schiedsrichter: Damir Skomina ( Slowenien) \| \| Spielbericht \|                          | Real Madrid |
| Borussia Dortmund                                                    | Roman Weidenfeller – Łukasz Piszczek (82. Pierre-Emerick Aubameyang), Manuel Friedrich, Mats Hummels, Erik Durm – Oliver Kirch, Miloš Jojić – Marco Reus, Henrich Mchitarjan, Kevin Großkreutz – Robert Lewandowski Cheftrainer: Jürgen Klopp | Iker Casillas – Dani Carvajal, Pepe, Sergio Ramos, Fábio Coentrão – Luka Modrić, Xabi Alonso, Asier Illarramendi (46. Isco) – Ángel Di María (73. Casemiro), Karim Benzema (90.+2' Raphaël Varane), Gareth Bale Cheftrainer: Carlo Ancelotti | Real Madrid |
| Borussia Dortmund                                                    | 1:0 Reus (24.) 2:0 Reus (37.) | | Real Madrid |
| Borussia Dortmund                                                    | Reus (75.), Aubameyang (82.), Großkreutz (90.+3') | Ramos (28.), Alonso (31.), Carvajal (68.), Casemiro (83.), Benzema (90.) | Real Madrid |
| Borussia Dortmund                                                    | Weidenfeller hält Handelfmeter von Di María (17.) | | Real Madrid |
| Viertelfinale, Rückspiel                                             | | |             |
| Dienstag, 8. April 2014 um 20:45 Uhr in Dortmund (Signal Iduna Park) | | |             |
| Zuschauer: 65.829 (ausverkauft)                                      | | |             |
| Schiedsrichter: Damir Skomina ( Slowenien)                           | | |             |
| Spielbericht                                                         | | |             |

## Halbfinale

### Real Madrid – FC Bayern München 1:0 (1:0)
| Real Madrid                                                                 | Real Madrid | FC Bayern München | FC Bayern München |
| --------------------------------------------------------------------------- | --- | --- | ----------------- |
| Real Madrid                                                                 | \| Halbfinale, Hinspiel \| \| Mittwoch, 23. April 2014 um 20:45 Uhr in Madrid (Estadio Santiago Bernabéu) \| \| Zuschauer: 79.283 \| \| Schiedsrichter: Howard Webb ( England) \| \| Spielbericht \|                                                          | \| Halbfinale, Hinspiel \| \| Mittwoch, 23. April 2014 um 20:45 Uhr in Madrid (Estadio Santiago Bernabéu) \| \| Zuschauer: 79.283 \| \| Schiedsrichter: Howard Webb ( England) \| \| Spielbericht \|                                                           | FC Bayern München |
| Real Madrid                                                                 | Iker Casillas – Dani Carvajal, Pepe (73. Raphaël Varane), Sergio Ramos, Fábio Coentrão – Luka Modrić, Xabi Alonso, Ángel Di María – Isco (82. Asier Illarramendi), Karim Benzema, Cristiano Ronaldo (73. Gareth Bale) Cheftrainer: Carlo Ancelotti ( Italien) | Manuel Neuer – Rafinha (66. Javi Martínez), Jérôme Boateng, Dante, David Alaba – Philipp Lahm , Bastian Schweinsteiger (74. Thomas Müller) – Arjen Robben, Toni Kroos, Franck Ribéry (72. Mario Götze) – Mario Mandžukić Cheftrainer: Pep Guardiola ( Spanien) | FC Bayern München |
| Real Madrid                                                                 | 1:0 Benzema (19.) | | FC Bayern München |
| Real Madrid                                                                 | Isco (57.) | | FC Bayern München |
| Halbfinale, Hinspiel                                                        | | |                   |
| Mittwoch, 23. April 2014 um 20:45 Uhr in Madrid (Estadio Santiago Bernabéu) | | |                   |
| Zuschauer: 79.283                                                           | | |                   |
| Schiedsrichter: Howard Webb ( England)                                      | | |                   |
| Spielbericht                                                                | | |                   |

### FC Bayern München – Real Madrid 0:4 (0:3)
| FC Bayern München                                                | FC Bayern München | Real Madrid | Real Madrid |
| ---------------------------------------------------------------- | --- | --- | ----------- |
| FC Bayern München                                                | \| Halbfinale, Rückspiel \| \| Dienstag, 29. April 2014 um 20:45 Uhr in München (Allianz Arena) \| \| Zuschauer: 68.000 (ausverkauft) \| \| Schiedsrichter: Pedro Proença ( Portugal) \| \| Spielbericht \|                                                            | \| Halbfinale, Rückspiel \| \| Dienstag, 29. April 2014 um 20:45 Uhr in München (Allianz Arena) \| \| Zuschauer: 68.000 (ausverkauft) \| \| Schiedsrichter: Pedro Proença ( Portugal) \| \| Spielbericht \|                                         | Real Madrid |
| FC Bayern München                                                | Manuel Neuer – Philipp Lahm , Jérôme Boateng, Dante, David Alaba – Toni Kroos, Bastian Schweinsteiger – Arjen Robben, Thomas Müller (72. Claudio Pizarro), Franck Ribéry (72. Mario Götze) – Mario Mandžukić (46. Javi Martínez) Cheftrainer: Pep Guardiola ( Spanien) | Iker Casillas – Dani Carvajal, Pepe, Sergio Ramos (75. Raphaël Varane), Fábio Coentrão – Luka Modrić, Xabi Alonso, Ángel Di María (84. Casemiro) – Gareth Bale, Karim Benzema (80. Isco), Cristiano Ronaldo Cheftrainer: Carlo Ancelotti ( Italien) | Real Madrid |
| FC Bayern München                                                | 0:1 Ramos (16.) 0:2 Ramos (20.) 0:3 Cristiano Ronaldo (34.) 0:4 Cristiano Ronaldo (90.) | | Real Madrid |
| FC Bayern München                                                | Dante (17.) | Alonso (39./3., gesperrt) | Real Madrid |
| Halbfinale, Rückspiel                                            | | |             |
| Dienstag, 29. April 2014 um 20:45 Uhr in München (Allianz Arena) | | |             |
| Zuschauer: 68.000 (ausverkauft)                                  | | |             |
| Schiedsrichter: Pedro Proença ( Portugal)                        | | |             |
| Spielbericht                                                     | | |             |

## Finale

### Real Madrid – Atlético Madrid 4:1 n.V. (1:1, 0:1)
| Real Madrid                                                     | Real Madrid | Atlético Madrid | Atlético Madrid | Aufstellung                                   |
| --------------------------------------------------------------- | --- | --- | --------------- | --------------------------------------------- |
| Real Madrid                                                     | \| Finale \| \| Samstag, 24. Mai 2014 um 20:45 Uhr in Lissabon (Estádio da Luz) \| \| Zuschauer: 60.976 \| \| Schiedsrichter: Björn Kuipers ( Niederlande) \| \| Spielbericht \|                                                                             | \| Finale \| \| Samstag, 24. Mai 2014 um 20:45 Uhr in Lissabon (Estádio da Luz) \| \| Zuschauer: 60.976 \| \| Schiedsrichter: Björn Kuipers ( Niederlande) \| \| Spielbericht \|                                                             | Atlético Madrid | Aufstellung Real Madrid gegen Atlético Madrid |
| Real Madrid                                                     | Iker Casillas – Dani Carvajal, Raphaël Varane, Sergio Ramos, Fábio Coentrão (59. Marcelo) – Luka Modrić, Sami Khedira (59. Isco), Ángel Di María – Gareth Bale, Karim Benzema (79. Álvaro Morata), Cristiano Ronaldo Cheftrainer: Carlo Ancelotti ( Italien) | Thibaut Courtois – Juanfran, João Miranda, Diego Godín, Filipe Luís (83. Toby Alderweireld) – Raúl García (66. José Ernesto Sosa), Gabi , Tiago, Koke – Diego Costa (9. Adrián López), David Villa Cheftrainer: Diego Simeone ( Argentinien) | Atlético Madrid | Aufstellung Real Madrid gegen Atlético Madrid |
| Real Madrid                                                     | 1:1 Ramos (90.+3') 2:1 Bale (110.) 3:1 Marcelo (118.) 4:1 Cristiano Ronaldo (120., Foulelfmeter) | 0:1 Godín (36.) | Atlético Madrid | Aufstellung Real Madrid gegen Atlético Madrid |
| Real Madrid                                                     | Ramos (27.), Khedira (45.+1'), Marcelo (118.), Ronaldo (120.+1'), Varane (120.+3') | García (27.), Miranda (53.), Villa (72.), Juanfran (74.), Koke (86.) Gabi (100.), Godín (120.) | Atlético Madrid | Aufstellung Real Madrid gegen Atlético Madrid |
| Finale                                                          | | |                 |                                               |
| Samstag, 24. Mai 2014 um 20:45 Uhr in Lissabon (Estádio da Luz) | | |                 |                                               |
| Zuschauer: 60.976                                               | | |                 |                                               |
| Schiedsrichter: Björn Kuipers ( Niederlande)                    | | |                 |                                               |
| Spielbericht                                                    | | |                 |                                               |

## Galerie

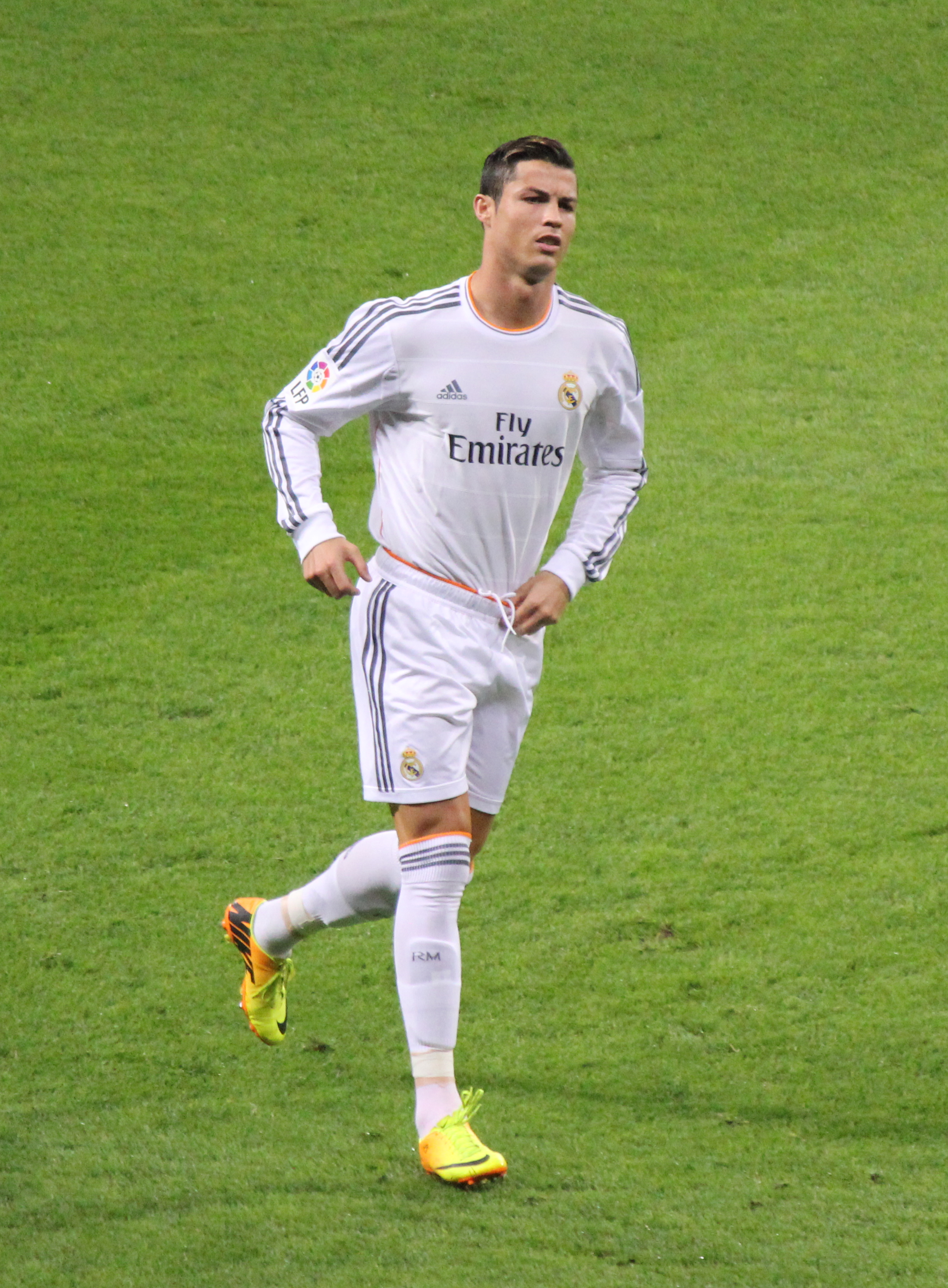
Cristiano Ronaldo
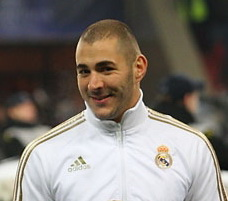
Karim Benzema
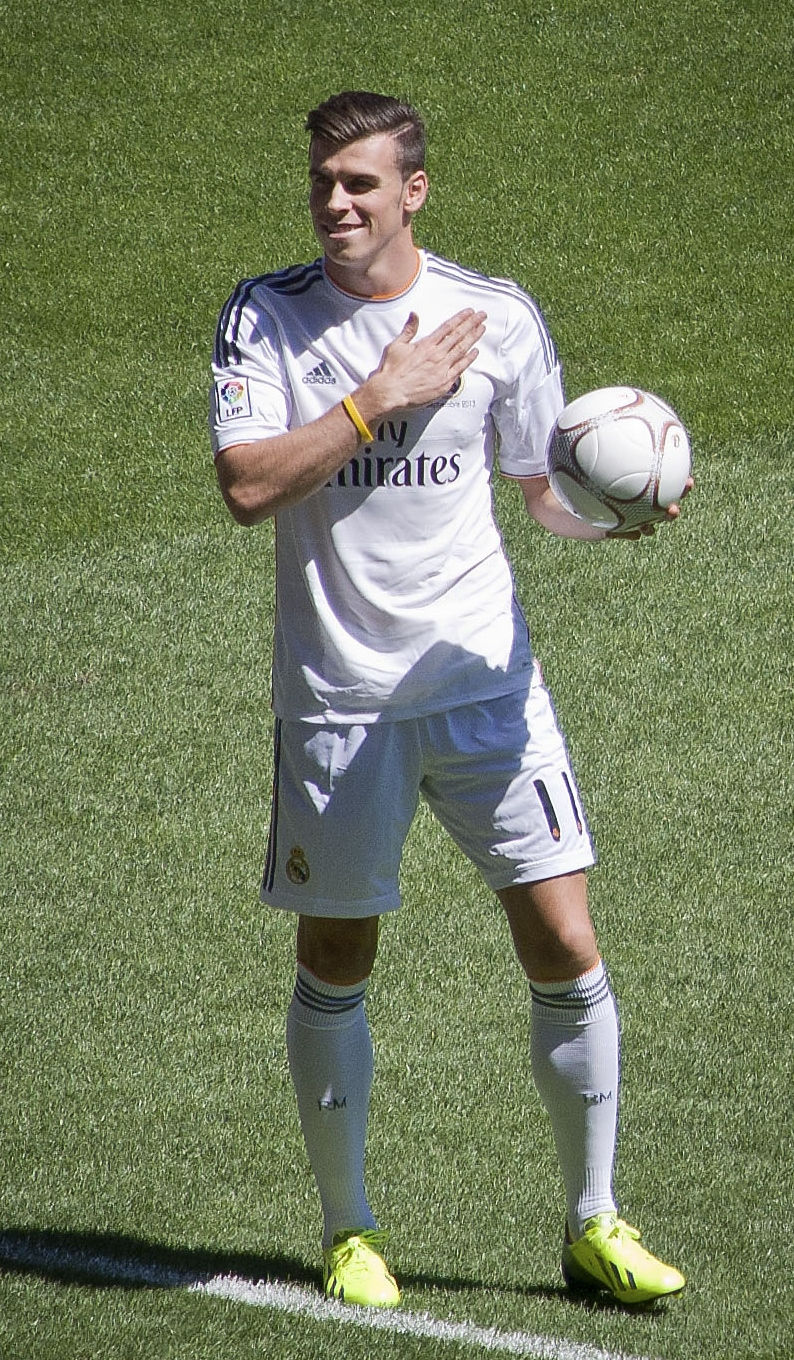
Gareth Bale
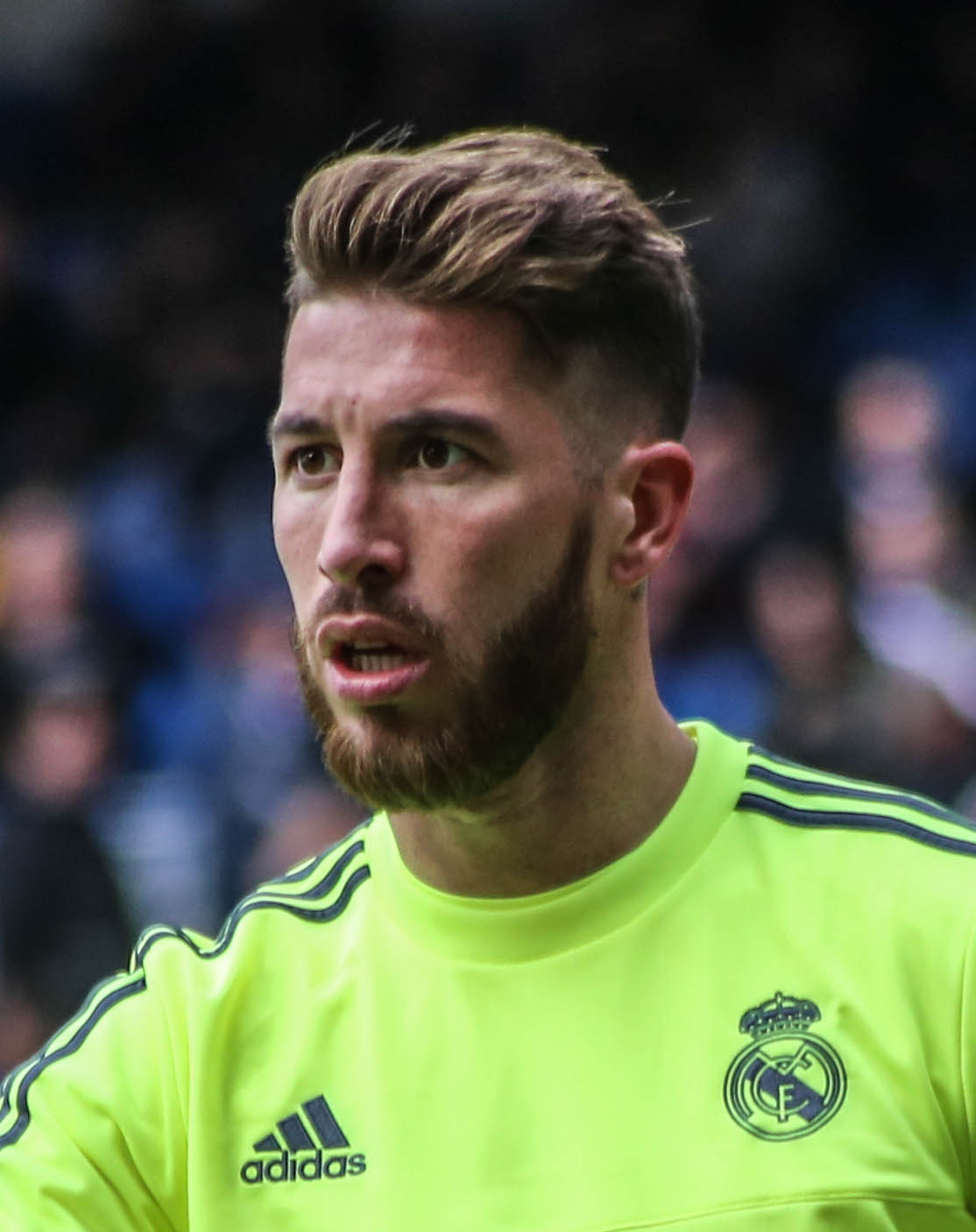
Sergio Ramos
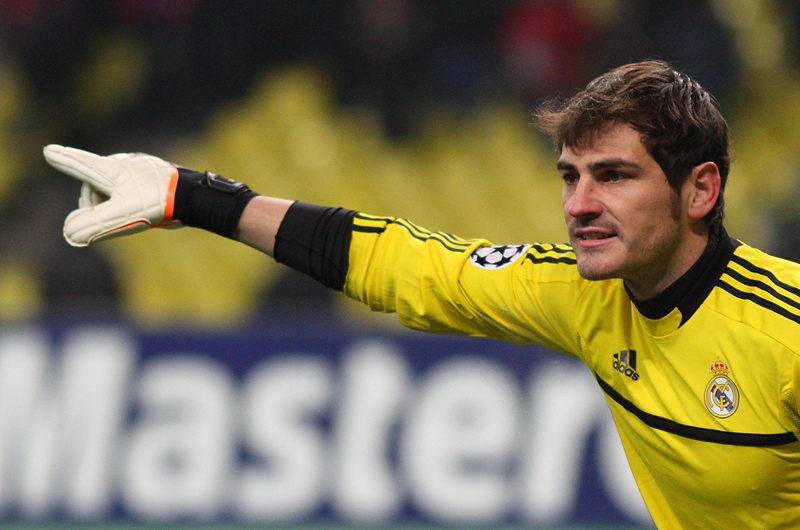
Iker Casillas
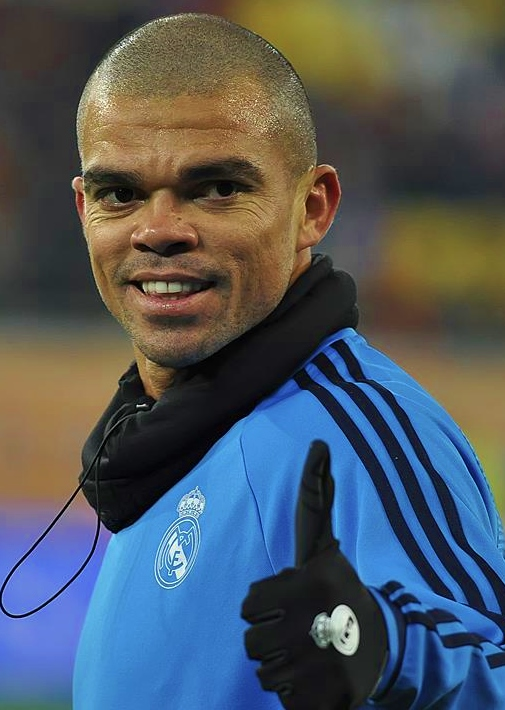
Pepe
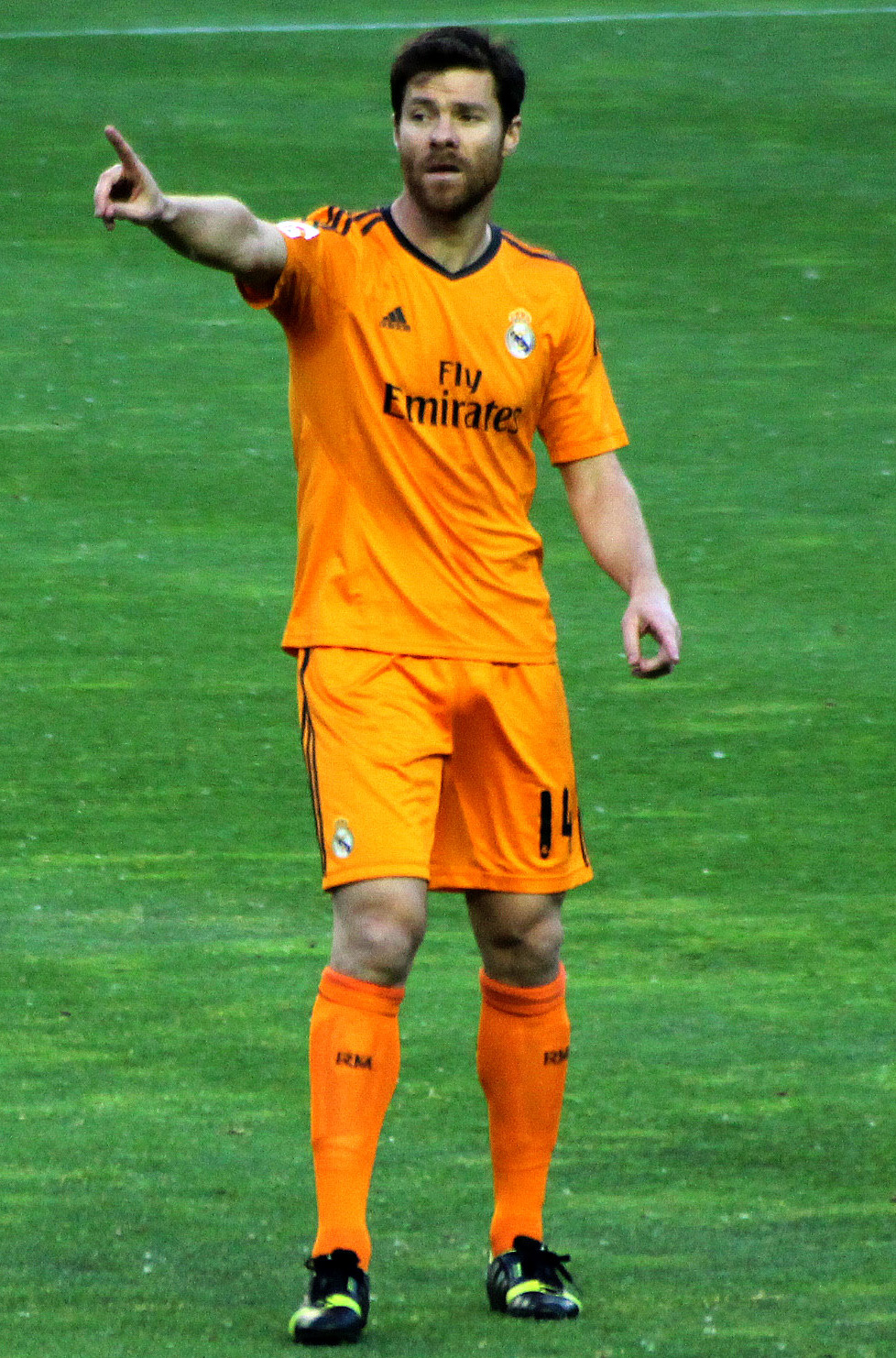
Xabi Alonso
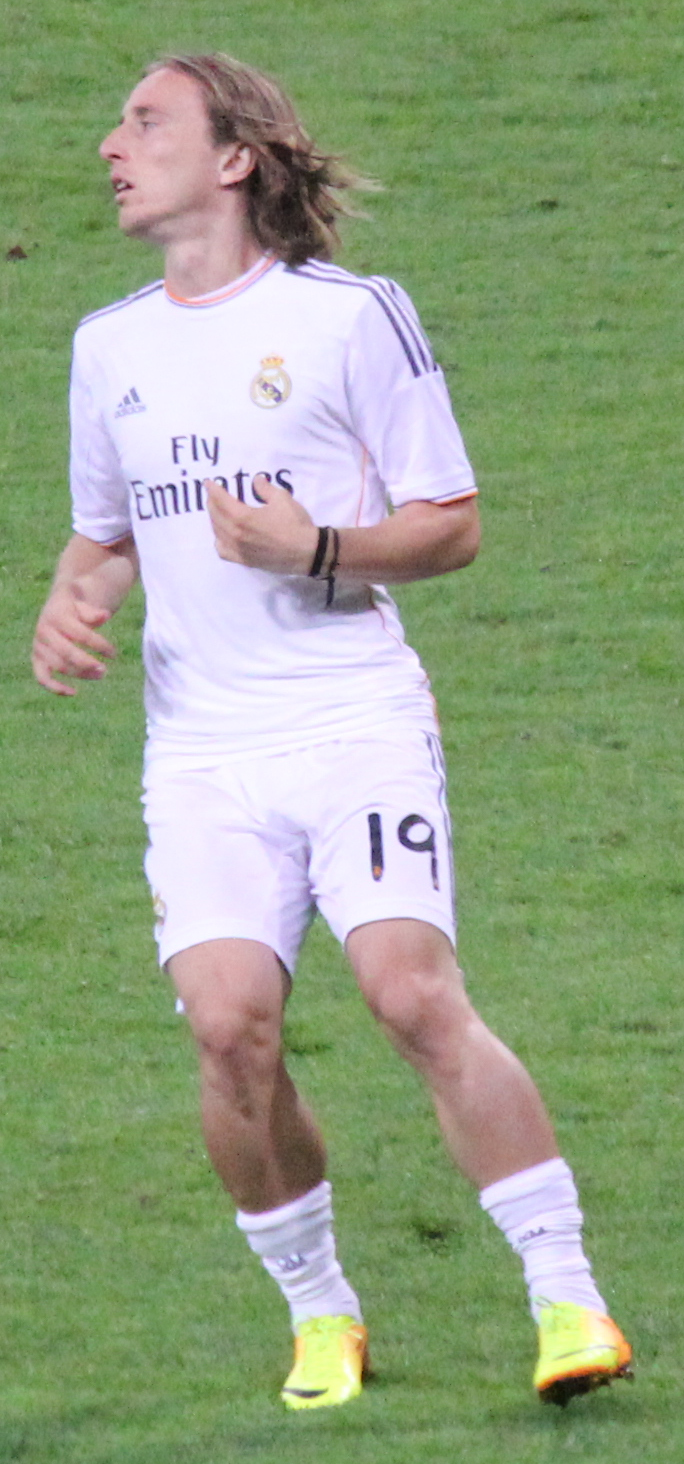
Luka Modrić
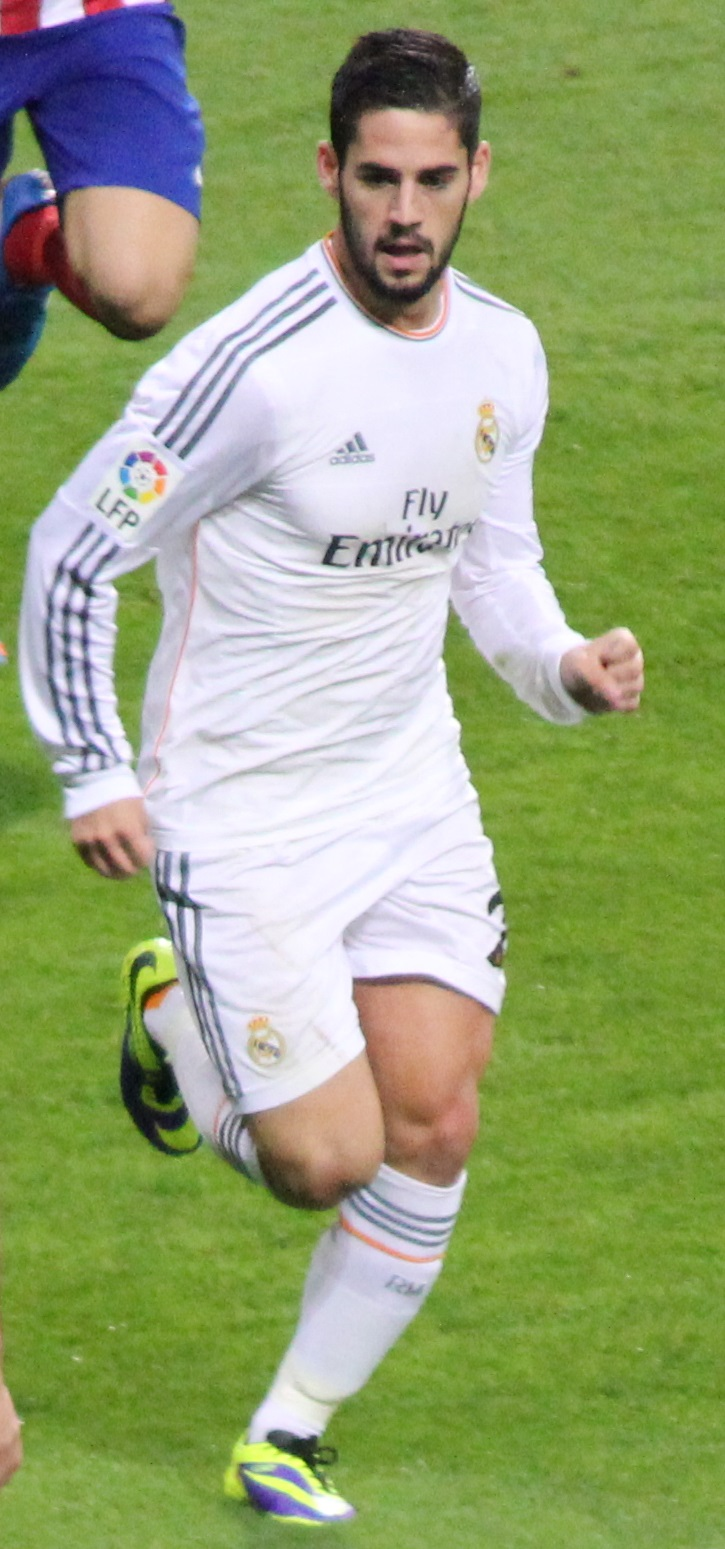
Isco
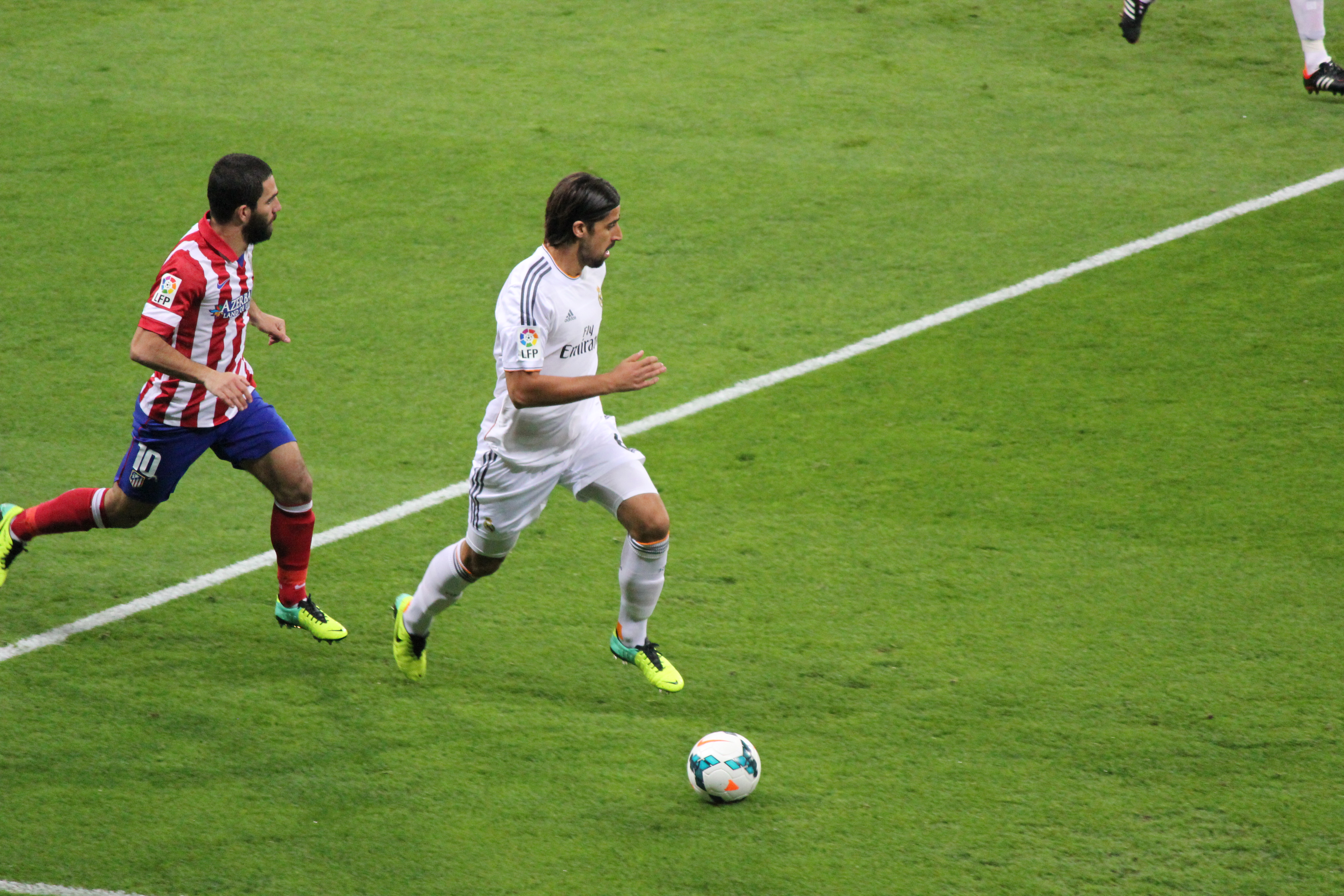
Sami Khedira
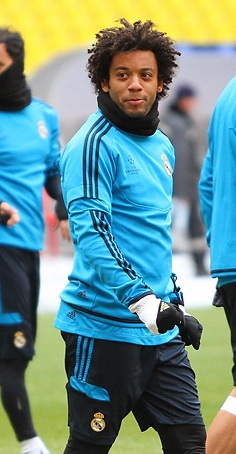
Marcelo
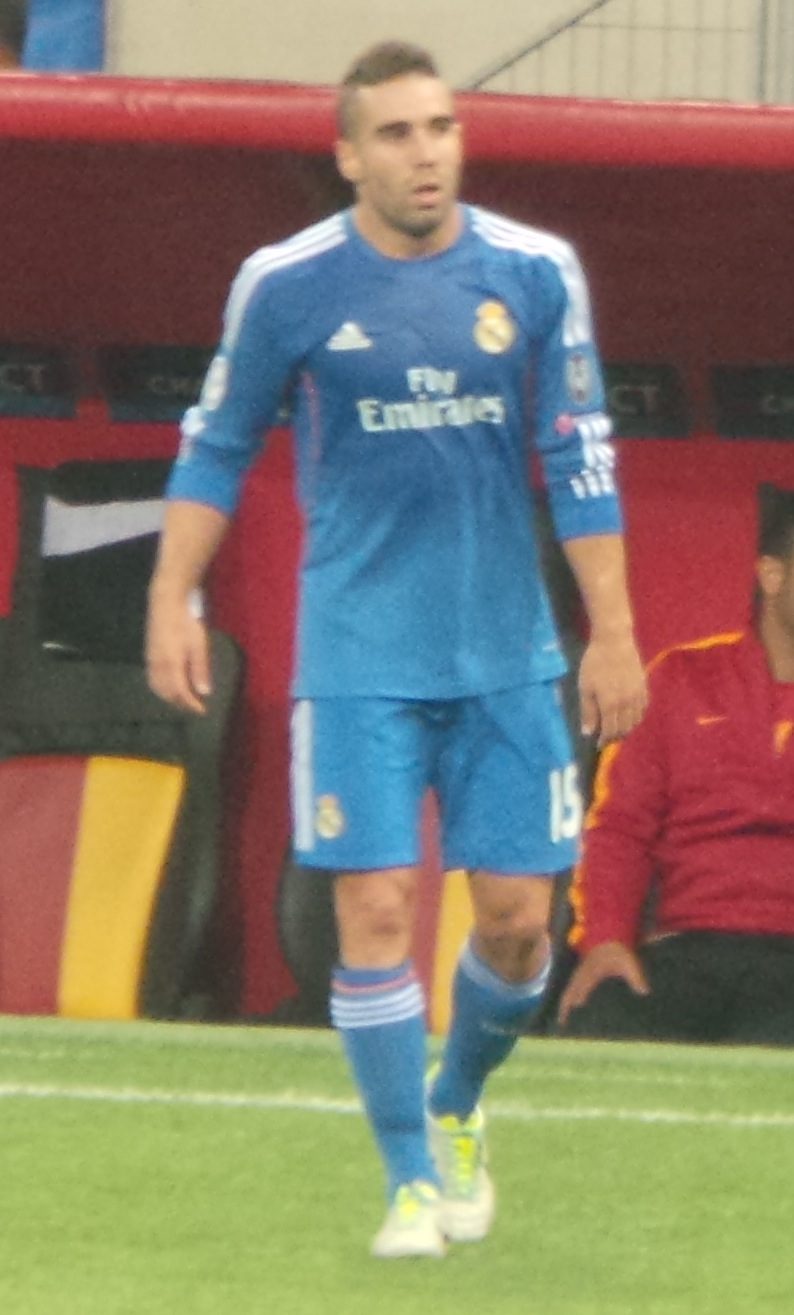
Dani Carvajal
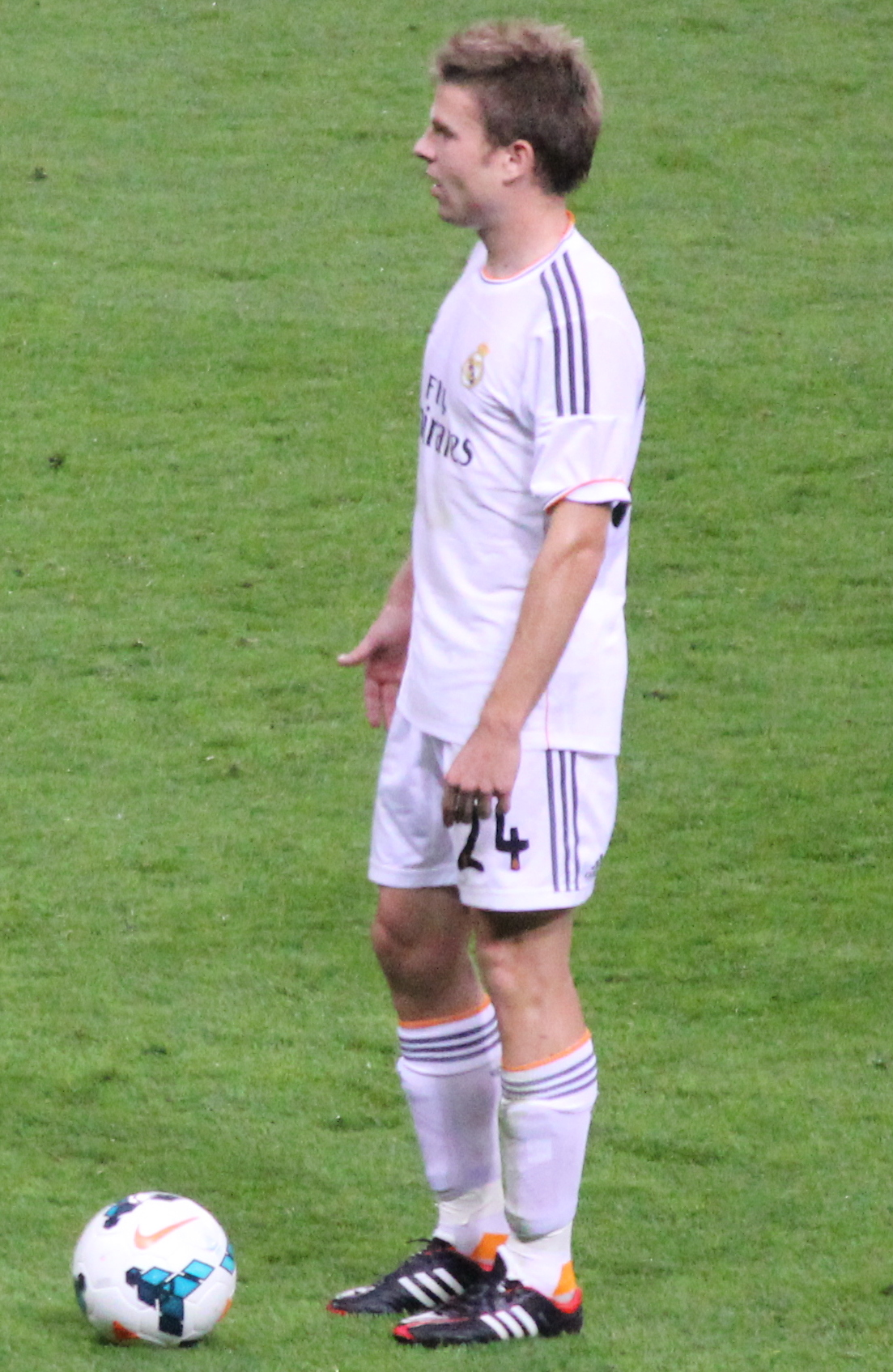
Asier Illarramendi
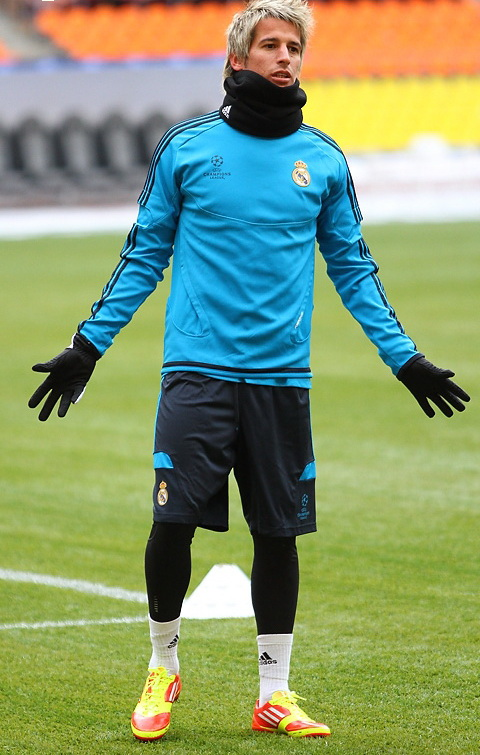
Fábio Coentrão